# Dale Duesing
Dale Duesing (* 26. September 1947 in Milwaukee) ist ein amerikanischer Opernsänger (Bariton) und Regisseur.

## Leben
Duesing erlernte bereits als Kind das Klavierspiel und studierte Gesang an der Lawrence University in Appleton (Wisconsin), wo er 1967 sein Examen ablegte. Danach schloss er als Fulbright-Stipendiat seine Ausbildung an der Hochschule für Musik in München ab.
Seine Karriere begann er 1968 an den Städtischen Bühnen Münster, von 1970 bis 1973 war er am Theater Bremen engagiert. Duesing gehörte anschließend sechs Jahre lang dem Ensemble der Deutschen Oper am Rhein in Düsseldorf an und war während dieser Zeit häufig an der Hamburgischen Staatsoper zu Gast. 1998 trat er als Sparbüchsenbill in Aufstieg und Fall der Stadt Mahagonny von Kurt Weill und Bertolt Brecht bei den Salzburger Festspielen auf. 
An der Oper Frankfurt führte Duesing mehrfach Regie und inszenierte Rossinis Il viaggio a Reims (2004), Brittens The Rape of Lucretia (2008) und Jacques Offenbachs Oper Hoffmanns Erzählungen (2010). Davor war er in Frankfurt auch als Sänger in Erscheinung getreten, so 2002 als Sixtus Beckmesser in Christof Nels Lesart von Wagners Die Meistersinger von Nürnberg.

## Auszeichnungen
- Im Jahr 1993 erhielt Dale Duesing einen Grammy für seine Aufnahme von Samuel Barbers The Lovers mit dem Chicago Symphony Orchestra unter der Leitung von Andrew Schenck.
- 1994 wurde er von der Fachzeitschrift Opernwelt zum Sänger des Jahres gewählt.